# لينهارت فوكس

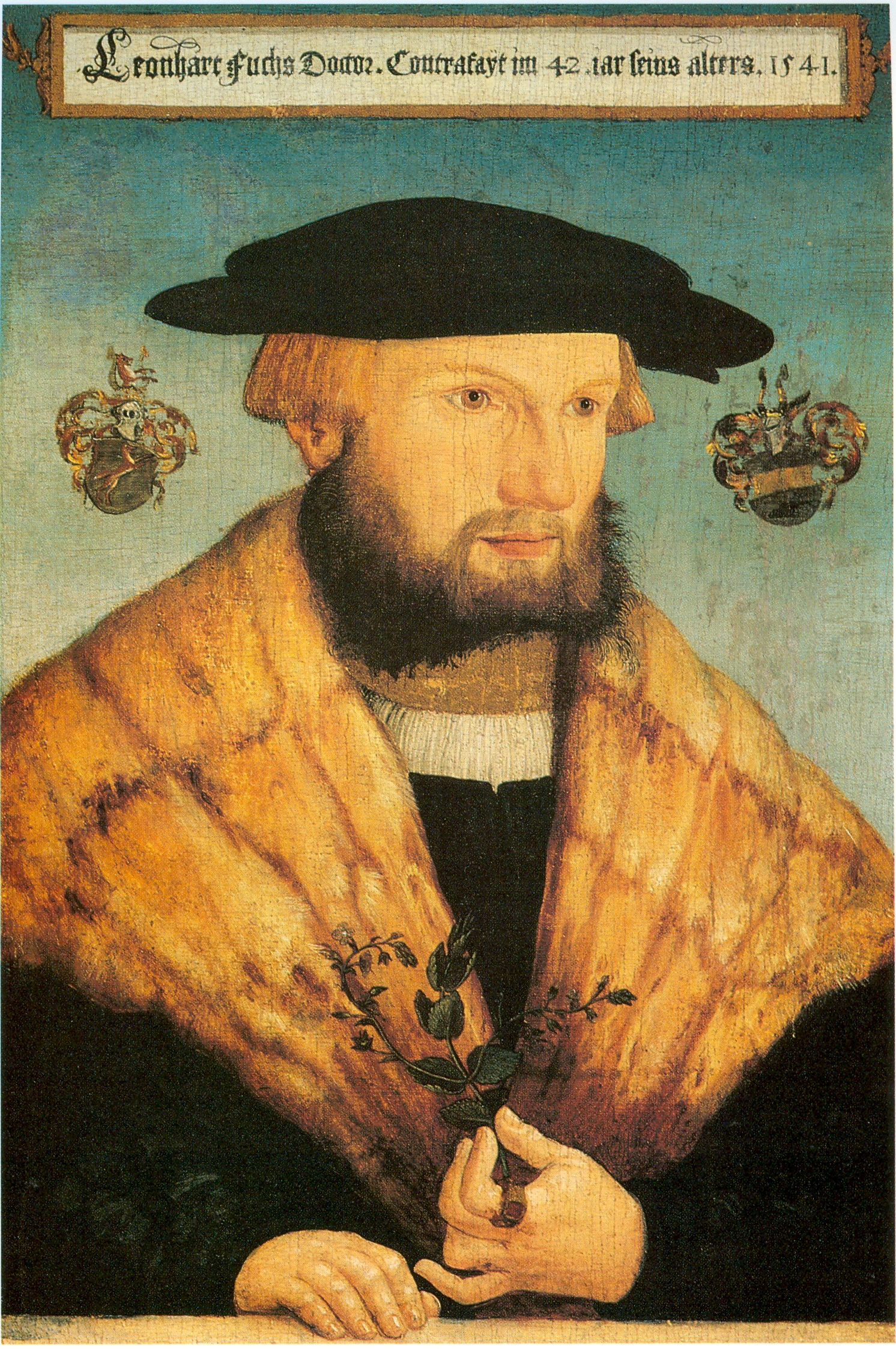
صورة لفوكس، رسمها هينريخ فولمورر، توبينغن، 1541

لينهارت فوكس (بالألمانية: Leonhart Fuchs)‏ (1501 - 10 مايو 1566) طبيب وعالم نبات ألماني. اشتهر فوكس بأنه مؤلف كتاب كبير عن النباتات واستخداماتها في الطب. نشر فوكس كتابه باللاتينية سنة 1542 م. اشتمل الكتاب على 500 رسم دقيق ومُفصّل لنباتات. كانت تلك الرسومات هي ما ميّز كتاب فوكس عن سابقيه. ورغم أن تلك الرسومات كانت موجودة في كتب نباتات أخرى، إلا أن رسومات فوكس كانت ذات جودة عالية. وقد سُميّ الجنس النباتي «فوشية» تكريمًا لاسمه.

## سيرته
ولد فوكس سنة 1501 م في فمدينغ في دوقية بافاريا. وبعد التحاقه بمدرسة في هايلبرون، انتقل إلى مدرسة مارينشول في إرفورت، تورينغن وهو في عمر الثانية عشر، وحصل فيها على درجة بكالوريوس في الفنون. في سنة 1524 م، حصل على ماجستير في الفن من إنغولشتات، وعلى درجة الدكتوراه في الطب في نفس السنة.
بين سنتي 1524-1526 م، مارس مهنة الطب في ميونخ، حتى حصل على وظيفة أستاذ للطب في إنغولشتات سنة 1526. بين سنتي 1528-1531 م، كان فوكس الطبيب الشخصي لجورج مارغريف براندنبورغ-آنسباخ في آنسباخ.
استدعى أولريخ دوق فيرتمبرغ فوكس إلى توبينغن سنة 1533 م، للمساعدة في إصلاح جامعة توبنغن. أسس فوكس أولى حدائقه النباتية سنة 1535 م، وعمل كمستشار سبع مرات، وأمضى آخر 31 سنة من عمره أستاذًا للطب. وتوفي في توبنغن سنة 1566 م.

## آرائه العلمية
كسابقيه ومعاصريه من أطباء العصور الوسطى، تأثر فوكس كثيرًا بالكتابات الطبية والنباتية لديسقوريدوس وأبقراط وجالينوس. أراد فوكس محاربة الهيمنة العربية في الطب، فسار على نهج المدرسة الطبية الساليرنية بالعودة إلى المؤلفين الإغريق. لكنه آمن بأهمية الخبرة العملية، وأباح لطلابه حقوله النباتية لأيام. أسس فوكس واحدة من أوائل الحدائق النباتية الألمانية.

## تخليد اسمه
خلّد نبات الفوشية اسم فوكس، فبعد أن اكتشفه العالم والراهب الفرنسي شارل بلومييه في جمهورية الدومينيكان سنة 1696/97 م. نشر فوكس أول وصف له بعنوان "Fuchsia triphylla, flore coccineo" سنة 1703 م. كما اعتُقد أن اللون الفوشي منسوب لاسمه. ولكن ذلك ليس صحيحًا تمامًا، حيث اسم اللون جاء من كلمة «فوشين»، أحد الصبغات القديمة التي تصنع لونًا وردي-قرمزي رائع، وتسمى هذه الصبغة في إنجلترا «ماغنيتا»، وسمّيت في فرنسا فوشين باسم مُصنّعها الأصلي.

## روابط خارجية
- لينهارت فوكس على موقع الموسوعة البريطانية (الإنجليزية)